# La comédie de Charleroi
La comédie de Charleroi är en novellsamling från 1934 av den franske författaren Pierre Drieu la Rochelle. Den består av sex löst sammanbundna noveller som bygger på författarens erfarenheter från första världskriget.
Boken gavs ut av éditions Gallimard den 8 januari 1934 och tilldelades Prix de la Renaissance. Den finns översatt till engelska, italienska, ryska, spanska och tyska.

## Innehåll
- La comédie de Charleroi
- Le chien de l'écriture
- Le voyage des Dardanelles
- Le lieutenant de tirailleurs
- Le déserteur
- La fin d'une guerre